# Женщины Мадда
«Женщины Мадда» (англ. Mudd's Women) — шестой эпизод первого сезона научно-фантастического телесериала «Звёздный путь». Впервые был показан 13 октября 1966 на телеканале NBC, 4 мая 1967 был повторён. Это первая серия, в которой появляется галактический мошенник Гарри Мадд.

## Сюжет
«Энтерпрайз» преследует грузовое судно. В попытке оторваться от преследования беглецы перегружают двигатели, направляя корабль в область астероидов. Капитан Джеймс Кирк приказывает просканировать преследуемое судно и переместить всех на нём находящихся на «Энтерпрайз» до того, как произойдёт катастрофа. Однако задача оказывается весьма трудной, что влияет на дилитиумные кристаллы двигателя самого «Энтерпрайза».
Пассажиров гибнущего корабля всё-таки удаётся вовремя поднять на борт. Ими оказались три женщины и капитан, представившийся как Лео Франциск Уолш. Уолш поясняет, что летит на Орфиций-3 и везёт туда женщин, чтобы те стали жёнами местных жителей.
Тем временем капитан Кирк вызывает охрану и берёт Уолша под стражу, а потом созывает корабельное слушание по его делу, но на повестке дня более серьёзная проблема — испорченные дилитиевые кристаллы, которые нечем заменить. Однако их мощности должно хватить, чтобы добраться до Ригеля-12, где, собственно, и добывают кристаллы. Найдя Уолша в базе данных, Кирк узнаёт реальное имя капитана погибшего корабля — Гарри (сокращённо от Харкурт) Мадд. Речь идёт о контрабандисте, за которым охотятся власти нескольких звёздных систем.
Когда Доктор МакКой невзначай сканирует одну из женщин, он обращает внимание на странные показания медицинских приборов. Он пытается узнать, что в ней не так: то ли экзотический парфюм, то ли нечто радиоактивное, но та невинно отвечает: «Я — это просто я». МакКой уходит в глубокую задумчивость.
Гарри Мадд по прибытии на орбиту Ригеля каким-то образом получает доступ к коммуникатору и успевает переговорить с главой шахтёрского посёлка. Потом пытается заключить сделку с Кирком: если тот отпустит Мадда, то получит кристаллы. Что интересно, Бен Чилдресс, глава шахтёрского посёлка, не против такой сделки, а увидев женщин, вовсе даже за.
Кирк категорически против подобного поворота событий. Однако «Энтерпрайз» без кристаллов становится неуправляемым и его орбита начинает сужаться. Если  срочно ничего не предпринять, корабль разрушится в атмосфере планеты. Кирк вынужден отпустить Мадда и женщин на планету. Чилдресс резко увлекается женщинами, забывая о договоре с капитаном Кирком, который начинает нервничать.
Одна из женщин Мадда, Ив, вдруг теряет над собой контроль, выбегает из помещения, попадает в пыльную бурю, но Чилдресс догоняет её. Тем временем, используя корабельные приборы, Кирк следит за развивающимися событиями и обнаруживает секрет поразительной красоты этой женщины. Оказывается, Мадд давал женщинам запрещённую в Федерации «Таблетку Венеры», которая делает женщину значительно красивее и привлекательнее, чем это есть на самом деле. Без «таблетки» женщины оказываются не такими ослепительно красивыми. Он тут же сообщает об открытии Чилдрессу и тот готов убить Мадда за обман.
С другой стороны, Чилдрессу понравилась выбранная им женщина и в своём «естественном» обличье. В результате все женщины Мадда решают остаться с шахтёрами, Мадд арестован, а Кирк получает заветные дилитиевые кристаллы.

## Юбилейное переиздание
Эта серия была переиздана в 2006 году к сорокалетию сериала и выпущена 26 апреля 2008 года в составе переизданного «Оригинального сериала». Она вышла через две недели после серии «Наваждение», а неделей позже вышла серия «Цель: Земля». Кроме обновлённого изображения, звука и полностью компьютерного «Энтерпрайза» этот эпизод также включает следующие изменения:
- Корабль Мадда класса J выполнен с помощью CGI.
- Корабли влетают в более реалистичное поле астероидов.
- Более впечатляющая сцена уничтожения корабля Мадда от столкновения с астероидом.
- Планета Ригель-7 выглядит реалистичнее.
- Вид шахтёрской колонии был изменён, теперь на более детализированной поверхности планеты видно несколько куполообразных зданий.

## Производство
Эта история была одной из трёх рассматриваемых в качестве второго пилотного эпизода сериала, другими такими были «Окончательная победа» и «Куда не ступала нога человека». Эпизод был отснят втором в первом сезоне после эпизода «Корбомитный манёвр».